# Cratere Batten
Batten  è un cratere sulla superficie di Venere. Deve il suo nome a Jean Batten, sciatrice e aviatrice neozelandese.